# Ronnie Baker (Leichtathlet)
Ronnie Baker (* 15. Oktober 1993 in Louisville, Kentucky) ist ein US-amerikanischer Sprinter, der sich auf den 100-Meter-Lauf spezialisiert hat.

## Sportliche Laufbahn
Ronnie Baker studierte von 2012 bis 2016 an der Texas Christian University und sammelte 2015 erste Erfahrungen bei internationalen Meisterschaften, als er bei der Sommer-Universiade im südkoreanischen Gwangju in 10,17 s den vierten Platz im 100-Meter-Lauf belegte und mit der US-amerikanischen 4-mal-100-Meter-Staffel im Vorlauf nicht ins Ziel kam. Mit der 4-mal-400-Meter-Staffel wurde er im Finale wegen eines Wechselfehlers disqualifiziert. Im selben Jahr wurde er NCAA-Collegemeister im 60-Meter-Lauf in der Halle und verteidigte im Jahr darauf diesen Titel. 2017 siegte er in 9,86 s über 100 Meter beim Prefontaine Classic und wurde Ende August in 10,01 s Dritter bei Weltklasse Zürich. Zudem siegte er im Frühjahr in 38,43 s bei den IAAF World Relays in Nassau in der 4-mal-100-Meter-Staffel. Im Jahr darauf startete er im 60-Meter-Lauf bei den Hallenweltmeisterschaften in Birmingham und gewann dort in 6,44 s die Bronzemedaille hinter seinem Landsmann Christian Coleman und Su Bingtian aus der Volksrepublik China. Im Mai siegte er in 9,93 s bei der Golden Gala in Rom und anschließend siegte er in 9,88 s beim Meeting de Paris. Im Juli wurde er beim Meeting International Mohammed VI d’Athlétisme de Rabat in 9,98 s Zweiter und siegte kurz darauf in 9,90 s bei den Anniversary Games in London. Im August stellte er beim Memoriał Kamili Skolimowskiej mit 9,87 s eine Weltjahresbestleistung auf und wurde zum Saisonabschluss in 9,98 s Zweiter beim Memorial Van Damme in Brüssel.
Nachdem er 2019 verletzungsbedingt nur bei den US-amerikanischen Meisterschaften gestartet war, blieb er 2020 in der Halle über 60 Meter ungeschlagen und sicherte sich damit die Gesamtwertung der World Indoor Tour. 2021 siegte er in 10,39 s bei den USATF Open und anschließend in 9,99 s bei der Duval County Challenge. Anfang Juli siegte er in 10,03 s beim Bauhaus-Galan in Stockholm sowie kurz darauf in 9,91 s beim Herculis in Monaco. Daraufhin erreichte er bei den Olympischen Sommerspielen in Tokio das Finale über 100 Meter und klassierte sich dort mit 9,95 s auf dem fünften Platz. Zudem schied er mit der 4-mal-100-Meter-Staffel mit 38,10 s im Vorlauf aus. Mitte August wurde er beim Prefontaine Classic in 9,82 s Dritter und auch bei Weltklasse Zürich gelangte er mit 9,91 s auf Rang drei. 2025 erreichte er bei den Hallenweltmeisterschaften in Nanjing das Finale über 60 Meter und belegte dort in 6,59 s den sechsten Platz.
In den Jahren 2017 und 2025 wurde Baker US-amerikanischer Hallenmeister im 60-Meter-Lauf.

## Persönliche Bestzeiten
- 100 Meter: 9,83 s (+0,9 m/s), 1. August 2021 in Tokio
  - 50 Meter (Halle): 5,63 s, 4. Februar 2025 in Ostrava
  - 60 Meter (Halle): 6,40 s, 18. Februar 2018 in Albuquerque